# Colin C. Graham
Colin Cloete Graham  (* 16. Januar 1942) ist ein US-amerikanischer Mathematiker, der sich mit Harmonischer Analysis befasst.
Graham studierte an der Harvard University mit dem Bachelor-Abschluss 1964 und wurde 1968 am Massachusetts Institute of Technology bei Kenneth Hoffman promoviert (Symbolic Calculus for Subalgebras of Fourier-Stieltjes Transforms). 1968 wurde er Assistant Professor und später Professor an der Northwestern University, was er bis 1991 blieb. Ab 1989 war er Professor an der Lakehead University und er war Professor an der University of British Columbia.

## Schriften (Auswahl)
- mit O. Carruth McGehee: Essays in commutative harmonic analysis, Grundlehren der mathematischen Wissenschaften 238, Springer 1979
- mit Kathryn E. Hare: Interpolation and Sidon Sets for Compact Groups, Springer 2012